# Kirsty McPhee
Kirsty McPhee, née le 3 mai 1985 à Pontefract, est une joueuse professionnelle de squash représentant l'Angleterre. Elle atteint, en mai 2007 la 53e place mondiale sur le circuit international, son meilleur classement.

## Biographie
Elle nait dans une famille sportive et rapidement devient joueuse-entraîneuse. Elle étudie à l'université de Leeds pour un diplôme en performance sportive.